# Risso (Uruguay)
Risso es una localidad uruguaya del departamento de Soriano.

## Geografía
La localidad se ubica en el centro del departamento de Soriano, sobre la cuchilla del Bizcocho, entre la cañada de los Mimbres y puntas del arroyo Durazno, 5 km al norte de la ruta 2, en su km 218, y sobre la línea de ferrocarril Montevideo-Mercedes. 70 km la separan de la capital departamental, Mercedes.

## Historia
Risso fue elevada a la categoría de pueblo por ley 13.959 de 13 de mayo de 1971.
La policlínica de Asse se inauguró en 2024.
El Club Atletico Rampla Juniors de Pueblo Risso se fundó el 13 de noviembre de 1949. Comparte los colores rojo y verde del par montevideano Rampla Juniors Fútbol Club, así como el apodo Picapiedras. Integra la Liga de Fútbol del Centro de Soriano, jugando de local en el Parque Darío Miranda. En 1991 y 1992, el club fue sede de la Recopa El País de Clubes del Interior. Además, el club organiza campeonatos de autocross en la Pista Jorge Rodríguez Britos, donde compiten cachilas, plataformas y turismos clásicos.

## Población
Según el censo de 2011 la localidad contaba con una población de 557 habitantes.
| 429           | 515 | 431 | 509 | 666 | 557 |
| (Fuente: INE) |     |     |     |     |     |